# Mirchaiya
Mirchaiya (Nepali मिर्चैया Mirchaiya) ist eine Stadt (Munizipalität) im östlichen Terai Nepals im Distrikt Siraha.
Die Stadt entstand 2014 durch Zusammenlegung der Village Development Committees Phulbariya, Maheshpur Gamharia, Malhaniyakhori, Radhopur, Ramnagar Mirchaiya, Rampur Birta und Sitapur Prada.
Das Stadtgebiet umfasst 83,98 km².

## Einwohner
Bei der Volkszählung 2011 hatten die VDCs, aus welchen die Stadt Mirchaiya entstand, 45.716 Einwohner (davon 22.513 männlich) in 8743 Haushalten.